# مواد با منشأ زیستی
ماده زیست‌زا یا ماده با خاستگاه زیستی (به انگلیسی: Biogenic substance)، جسمی است که توسط یا طی فرایندهای زیستی ساخته شده باشد. ممکن است این ماده یک ترکیب اصلی باشد یا ترکیبی ناشی یا ترشحی یا دفع‌شده یا تراوش شده به‌طور مستقیم یا غیرمستقیم از یک سامانه زیستیِ گیاهی یا جانوری. شاید بتوان گفت واژه «مولکول‌های زیستی» اشاره‌ای ویژه‌تر به این ترکیب‌ها دارد.
زغال سنگ، نفت، پنبه و چوب مثال‌هایی از مواد نوع اول یعنی ترکیب اصلی هستند و سنگ آهک، گچ فرنگی، مروارید و عنبر مثال‌هایی از مواد نوع دوم.